# Ambrosio de Eguia
Ambrosio de Eguia (Madrid, segle xviii - segle XIX) va ser un funcionari, jurista, policia i polític castellà.
El 1797 era advocat i funcionari de les Juntes Generals d'Àlaba. Allistat a l'exèrcit, del setembre de 1823 al maig de 1824 Ambrosio de Eguia va ser corregidor a Úbeda i Auditor General de Guerra dels Reials Exèrcits amb el grau de Capità. El 1826 va ser Intendent de la policia de la província de Segovia. El mes de juny de 1828 va ser designat alcalde de Reus, càrrec que va ocupar fins al desembre de 1831. El 1833 era corregidor de l'ajuntament de Lleó, quan va desaparèixer la figura d'alcalde major i el càrrec de corregidor havia de caure en un lletrat. El 1834 va ser nomenat Comissari regi de Guipúscoa. El 1835 era governador civil de Sevilla, on va publicar una Ley sobre organización de la Milícia Urbana, (Sevilla: Imprenta del Diario, 1835) que li havia estat encomanada per la reina regent Maria Cristina de Borbó.
És possible que aquest Ambrosio de Eguia fos el mateix que del 1836 al 1838 va ser auditor dels Reials exèrcits i regent de la Audiència de Puerto Príncipe (avui Camagüey) a l'illa de Cuba.
A Reus, tal com va comentar l'historiador Andreu de Bofarull el 1866 i molt de temps després Pere Anguera en un interessant estudi sobre la ideologia de l'època, Ambrosio de Eguia i el seu ajuntament van ser mal vistos per la població, segurament pel caràcter conservador de les seves polítiques i pel recolzament que va donar als ordes religiosos, sobretot als franciscans, en les mostres públiques de religió integrista, quasi medieval que van practicar en aquella època. Com a alcalde de Reus va haver de fer front a les seqüeles de la Guerra dels Malcontents i als primers moviments que anunciaven la carlinada que esclataria el 1833. El 21 de novembre de 1829 va desplaçar-se a Tarragona a rebre el rei Ferran VII que arribava de Nàpols amb la que seria la reina Maria Cristina, per casar-se amb ella a Aranjuez. El 1830 va reorganitzar els batallons de voluntaris liberals davant de les incursions al Camp de les partides absolutistes. El 7 de febrer de 1831 va arribar a Reus el comte d'Espanya, Capità General de Catalunya, que impulsava una cruel repressió contra els dissidents. Davant dels estralls de la repressió, (durant l'estada de tres dies del comte d'Espanya corria el rumor que el cementiri de Reus, situat a l'ermita del Roser estava obert de dia i de nit per rebre els cossos dels penjats) l'ajuntament, amb l'alcalde al davant, va voler discutir amb ell la seva política repressiva, però no va tenir cap èxit.